# Micropholis venulosa
Micropholis venulosa är en tvåhjärtbladig växtart som först beskrevs av Carl Friedrich Philipp von Martius, August Wilhelm Eichler och Friedrich Anton Wilhelm Miquel, och fick sitt nu gällande namn av Jean Baptiste Louis Pierre. Micropholis venulosa ingår i släktet Micropholis och familjen Sapotaceae. Inga underarter finns listade i Catalogue of Life.